# Heaven and Hell (canción de C.C. Catch)
«Heaven And Hell» (en español: «Cielo e infierno») es el segundo sencillo del segundo álbum de C.C. Catch publicado en noviembre de 1986. La canción fue compuesta, arreglada y producida por el alemán Dieter Bohlen. El tema se incluyó en el álbum Welcome to the Heartbreak Hotel publicado en 1986.

## Sencillos
7" sencillo Hansa 108 703, 1986
1. «Heaven And Hell»		3:38
2. «Hollywood Nights»		2:55

12" Maxisencillo Hansa 608 703, 1986
1. «Heaven And Hell»		5:11
2. «Hollywood Nights»		2:56
3. «Heaven And Hell» (Instrumental)		3:38

## Posicionamiento
| Listas (1986) | Máxima posición |
| ------------- | --------------- |
| Alemania      | 13              |
| España        | 4               |
| Suiza         | 19              |

## Créditos
- Letra y música - Dieter Bohlen
- Arreglos - Dieter Bohlen
- Producción - Dieter Bohlen
- Coproducción - Luis Rodríguez
- Diseño - Ariola Studios
- Fotografía de portada - Don Landwehrle/The Image Bank
- Fotografía de artista - Herbert W. Hesselmann
- Distribución - RCA/Ariola